# Helvetia santarema
Helvetia santarema là một loài nhện trong họ Salticidae.
Loài này thuộc chi Helvetia. Helvetia santarema được Elizabeth Maria Gifford Peckham & George William Peckham miêu tả năm 1894.